# Indie Rock (Vogue)
«Indie Rock (Vogue)» — песня украинской певицы Светланы Лободы, выпущенная 13 августа 2021 года в качестве сингла на лейбле Sony Music Entertainment. Песня была выпущена сразу в двух вариантах — на украинском и русском языках.

## Предыстория и релиз
В декабре 2020 года в эфире телеканале M1, рекламируя свой сингл «Moloko», Лобода призналась, что готовит новый альбом, в который войдёт песня на украинском языке. В июле 2021 года в своей трансляции в Instagram певица подтвердила, что скоро выпустит песню на родном языке. 6 августа исполнительница посетила шоу «Утро с Украиной» на телеканале «Украина», где поделилась, что записала новую песню и сняла клип. Певица призналась, что это будет «знаковый» релиз, по её словам, на «протяжении долгих лет» она искала украинскую песню. Предыдущая песня на украинском языке называлась «Облиш» и была выпущена в 2015 году.
10 августа певица показала предполагаемую обложку сингла. 12 августа Лобода в своём Instagram заявила: «Я так и не могу определиться с названием. Vogue или Indie Rock — выбирать только вам!». В итоге на цифровых площадках в день премьеры сингл вышел под названием «Indie Rock (Vogue)» сразу на двух языках. По словам артистки, изначально она хотела выпустить трек только на украинском языке, но «чтобы зритель мог пережить все эмоции, заложенные в песне, он должен обязательно понимать, о чём она».
Авторами песни стали украинские музыканты Александр Хорошковатый и Юрий Андрийченко.

## Видеоклип
Премьера видеоклипа на украинскую версию состоялась в тот же день, что и сингла. Его режиссёром стал израильский режиссёр Инди Хайт. По признанию певицы, она долго хотела поработать с режиссёром, однако не имела подходящей песни. Лобода описала клип как «арт-объект», который не похож на все остальные её работы. Также в клипе сыграла украинская модель Татьяна Рубан.
По сюжету, между героиней Светланы и её фотографом во время съёмки в импровизированной фотостудии завязываются отношения. Лобода прокомментировала это так: «Творческий человек питается и вдохновляется эмоциями, он не сковывает себя гендерными рамками, ему тесно находиться в общепринятой системе координат».
В финале клипа присутствует отсылка к фильму Микеланджело Антониони «Фотоувеличение», её также можно увидеть на обложке сингла.

## Отзывы критиков
Илья Легостаев и Артур Гаспарян из «Московского комсомольца» пришли к выводу, что «звук на фоне других хитов певицы может показаться мрачноватым». По их мнению, «выразительный, характерный и любимый многими „самостийный“ вокал артистки намеренно заглушается тревожным тьюном, создавая совершенно непривычную в контексте „традиционной“ Лободы музыкальную реальность». Алексей Шевелев в обзоре для «Газета.ru» назвал песню «стильной поп-музыкой с восточными мотивами и дабстепом».

## Концертные исполнения
По словам Лободы, на своих концертах она будет исполнять только украиноязычный вариант песни. 14 августа 2021 года певица представила песню на своём первом за долгие годы концерте в Одессе в клубе «Ibiza».

## Список композиций
| №  | Название                  | Длительность |
| -- | ------------------------- | ------------ |
| 1. | «Indie Rock (Vogue)» (UA) | 3:24         |

| №  | Название                   | Длительность |
| -- | -------------------------- | ------------ |
| 1. | «Indie Rock (Vogue)» (RUS) | 3:24         |

## Чарты
| Чарт (2021)                           | Высшая позиция |
| ------------------------------------- | -------------- |
| Россия (TopHit YouTube Hits)          | 33             |
| СНГ (TopHit Radio & YouTube Hits)     | 169            |
| СНГ (TopHit Radio Hits)               | 627            |
| Украина (TopHit Radio & YouTube Hits) | 17             |
| Украина (TopHit YouTube Hits)         | 23             |

| Чарт (2021)                   | Высшая позиция |
| ----------------------------- | -------------- |
| Россия (TopHit YouTube Hits)  | 99             |
| Украина (TopHit YouTube Hits) | 77             |

## История релиза
| Регион | Дата            | Формат                      | Версия              | Лейбл                    | Прим.         |
| ------ | --------------- | --------------------------- | ------------------- | ------------------------ | ------------- |
| Мир    | 13 августа 2021 | Цифровая загрузка, стриминг | Украинская, русская | Sony Music Entertainment | [ 11 ] [ 12 ] |
| СНГ    | 13 августа 2021 | Радиоротация                | Украинская          | Sony Music Entertainment | [ 19 ]        |
| СНГ    | 14 августа 2021 | Радиоротация                | Русская             | Sony Music Entertainment | [ 14 ]        |